# Back to Me (альбом Кэтлин Эдвардс)
| Оценки критиков | Оценки критиков |
| Источник        | Оценка          |
| --------------- | --------------- |
| Allmusic        | [ 1 ]           |
| The Music Box   | [ 2 ]           |
| Rolling Stone   | [ 3 ]           |
| Pitchfork Media | (7.7/10)        |

Back to Me — второй студийный альбом канадской певицы и кантри-музыканта Кэтлин Эдвардс, изданный 1 марта 2005 года на лейбле MapleMusic Recordings.

## История
Альбом получил положительные отзывы музыкальной критики и интернет-изданий: Allmusic, The Music Box, Rolling Stone, Pitchfork Media.
Диск дебютировал на позиции № 176 в американском хит-параде Billboard 200 и на позиции № #6 в чарте Top Heatseekers.

## Список композиций
1. «In State» (Edwards) — 3:56
2. «Back to Me» (Edwards, Colin Cripps) — 3:29
3. «Pink Emerson Radio» (Edwards) — 4:25
4. «Independent Thief» (Edwards) — 4:44
5. «Old Time Sake» (Edwards, Peter Cash) — 4:59
6. «Summerlong» (Edwards, Cripps) — 4:04
7. «What Are You Waiting For?» (Edwards) — 4:43
8. «Away» (Edwards) — 3:31
9. «Somewhere Else» (Jim Bryson) — 3:47
10. «Copied Keys» (Edwards) — 5:06
11. «Good Things» (Edwards) — 5:51

## Участники записи
- Кэтлин Эдвардс — вокал, банджо, акустическая и электрогитара
- Kevin McCarragher — бас-гитара
- Joel Anderson — ударные
- Colin Cripps — электрогитара
- Benmont Tench — орган, фортепиано
- Richard Bell — аккордеон
- Peter von Althen — тамбурин

## Чарты
| Чарт (2005)       | Лучший результат |
| ----------------- | ---------------- |
| Billboard 200 176 | 102              |
| Top Heatseekers   | 6                |